# Площадь Калинина (Минск)
Площадь Калинина (бел. Пло́шча Калі́ніна) — площадь в Первомайском районе Минска, расположена на пересечении проспекта Независимости с улицей Калинина и переулком Кузьмы Чорного.
На площади установлен монумент Михаилу Калинину, а также расположен вход в Центральный ботанический сад.
Ряд объектов, находящихся на площади Калинина, в частности жилой дом за памятником, в котором расположен магазин «1000 мелочей», и арку входа в Центральный ботанический сад проектировал архитектор Георгий Сысоев.